# 费吕萨克
费吕萨克（法語：Ferrussac，法語發音：[fɛʁysak]）是法国上卢瓦尔省的一个市镇，属于布里尤德区。

## 地理
费吕萨克（45°5'34"N, 3°24'3"E）面积17.08 平方千米，位于法国奥弗涅-罗讷-阿尔卑斯大区上盧瓦爾省，该省份为法国中南部省份，北起多姆山省和卢瓦尔省，西接康塔爾省，南至洛泽尔省，东临阿尔代什省。
与费吕萨克接壤的市镇（或旧市镇、城区）包括：阿尔莱、欧巴扎、克龙斯、朗雅克、皮诺勒。

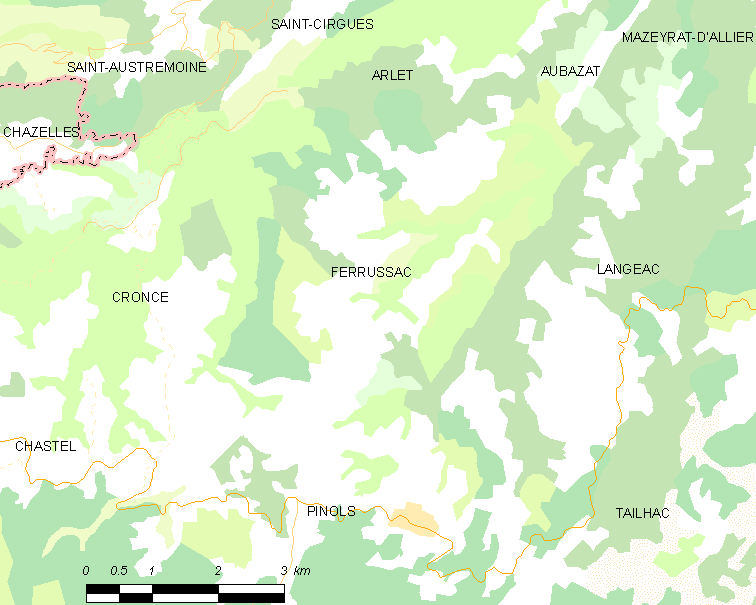
费吕萨克的OSM定位图

费吕萨克的时区为UTC+01:00、UTC+02:00（夏令时）。

## 行政
费吕萨克的邮政编码为43300，INSEE市镇编码为43094。

## 政治
费吕萨克所属的省级选区为拉法耶特地区县。

## 人口

1962-2008年间费吕萨克人口变化图示

费吕萨克于2022年1月1日时的人口数量为76人。